# Isbank Tower 1
Isbank Tower 1 è un grattacielo situato a Istanbul, in Turchia. Serve da quartier generale della İşbank.
In precedenza è stato, prima di essere superato dal Istanbul Sapphire, dal 2000 al 2010 il grattacielo più alto della Turchia e della penisola balcanica (Europa sud-orientale). È stato inaugurato con una cerimonia tra il 23 e il 26 agosto 2000.